# Loopebachtal mit Nebentälern
Koordinaten: 50° 57′ 49″ N, 7° 24′ 36″ O
Das Naturschutzgebiet Loopebachtal mit Nebentälern liegt auf dem Gebiet der Gemeinde Engelskirchen im Oberbergischen Kreis in Nordrhein-Westfalen.
Das etwa 72,0 ha große Gebiet, das im Jahr 2005 unter Naturschutz gestellt wurde, erstreckt sich südlich des Kernortes Engelskirchen entlang des Loopebaches und seiner Nebentäler. Nördlich des Gebietes verläuft die A 4 und fließt die Agger, westlich verläuft die Landesstraße L 153 und östlich die B 56.